# Episodi di Gēmusetto (prima stagione)
La prima stagione della serie animata Gēmusetto, intitolata Gēmusetto Machu Picchu, composta da 6 episodi, è stata trasmessa negli Stati Uniti, da Adult Swim, il 1º aprile 2019.
| nº | Titolo originale       | Prima TV USA   |
| -- | ---------------------- | -------------- |
| 1  | Chapter 1: Your Serve  | 1º aprile 2019 |
| 2  | Chapter 2: Second Set  | 1º aprile 2019 |
| 3  | Chapter 3: Back Spin   | 1º aprile 2019 |
| 4  | Chapter 4: Break Point | 1º aprile 2019 |
| 5  | Chapter 5: Foot Fault  | 1º aprile 2019 |
| 6  | Chapter 6: Match Point | 1º aprile 2019 |

## Chapter 1: Your Serve
- Diretto da: Max Simonet
- Scritto da: Max Simonet

### Trama
Durante un flash-forward, Makasu, fluttuando nello spazio, si mostra gravemente ferito e dialoga con il Sole, il quale dichiara di essere al suo servizio. La storia torna quindi a Makasu che viaggia attraverso il Machu Picchu e utilizza una canna per trasformare le rovine ed evocare il Dio del Tennis, che immagina come "l'arrivo del mortale", tenendo conto della sua reputazione di ladro di tesori in fuga dai suoi crimini. Il Dio del Tennis, invece di fermarlo, decide di aiutarlo, sostenendo che deve sconfiggere gli dei Inca in partite di tennis poiché sono "le ombre di se stessi". A causa di un incidente che ha coinvolto suo nonno, Makasu ha forti riserve nei confronti del tennis, tuttavia il Dio del Tennis lo interrompe raccontando la sua storia di come gli dei Inca lo hanno accolto dopo la caduta del Pantheon Francese degli Dei. Dopo essersi allenato, Makasu si sente pronto ad affrontare gli Dei e nel frattempo cerca di scappare dall'agente Bendy Rivers che ha cercato di arrestarlo. Makasu e il Dio del Tennis raggiungono quindi la terra di Ekeko, il primo avversario del ragazzo, dove incontrano il supervisore della partita Chair Umpire prima dell'inizio della partita di tennis. Sebbene Ekeko abbia avuto inizialmente il sopravvento grazie alla sua capacità di evocare qualsiasi dono e suggerendo che avrebbe dato al ragazzo una maglietta con la scritta "Grande perdente di Tennis", Makasu usa la psicologia inversa per creare un dono frattale riguardante Ekeko che indossa la maglietta, portandolo a indebolirsi del suo potere. Makasu sconfigge facilmente Ekeko, che stranamente viene poi assorbito da Makasu dopo la sua sconfitta. Chair Umpire, il quale lo avverte che ciò che è successo non è affatto normale, consiglia il ragazzo che le cose si faranno sempre più difficili.
- Ascolti USA: telespettatori 561.000 – rating/share 18-49 anni.[2]

## Chapter 2: Second Set
- Diretto da: Max Simonet
- Scritto da: Max Simonet

### Trama
Raggiungendo la spiaggia, il Dio del Tennis rivela a Makasu che il loro prossimo sfidante si trova nel mare. Tuttavia, mentre si rilassano in spiaggia per un momento di tregua, Bendy Rivers intrappola Makasu all'interno di una bolla. Prima che possa nuovamente arrestarlo, Makasu ordina a Back Pocket Dimension Flying Bear di usare Skíðblaðnir per far scoppiare la bolla, facendo schiantare al contempo la macchina volante di Bendy Rivers. Dopo essere stato attaccato da una strana creatura nota come "Tricky Colon", Makasu lo mangia provocando la rabbia di Mama Cocha e portando lui e il Dio del Tennis su un pezzo di fondale tramite un vortice, costringendo il ragazzo a vomitarlo. Chair Umpire decide quindi di convocare un campo da tennis su cui giocare prima che arrivi Mama Cocha. Furiosa per le azioni di Makasu, Mama Cocha mostra una forte ostilità prima dell'inizio del gioco, portandola a guadagnare un vantaggio iniziale usando palline d'acqua al posto di quelle normali. Dopo una piccola pausa, Makasu riesce a rispedirle le palle che ha lanciato grazie al vomito congelato che ha riempito i buchi della sua racchetta, aiutandolo infine a sconfiggerla e ad assorbire il suo potere. Dopo essere stati condotti a "Under Andes" dal Dio del Tennis, i due incontrano Urcuchillay, il quale è arrabbiato del trattamento dei lama da parte del gruppo durante il percorso. Sebbene viene inizialmente deriso dal gruppo a causa del suo modo eccentrico di comunicare, si rivela una partita impegnativa per Makasu, sebbene riesca successivamente a sconfiggerlo.
- Ascolti USA: telespettatori 394.000 – rating/share 18-49 anni.[2]

## Chapter 3: Back Spin
- Diretto da: Max Simonet
- Scritto da: Max Simonet

### Trama
Di ritorno all'Interpol, Bendy Rivers e gli altri hanno perso le tracce di Makasu dopo che il tracker che gli hanno messo quando lo avevano in custodia ha smesso di funzionare dopo il combattimento con Urcuchillay. Tuttavia pianificano di farlo intercettare da Rivers rilevando l'energia dalle "Pietre colorate di Nüwa". Nel frattempo, il Dio del Tennis e Makasu riescono a raggiungere Uku Pacha. Dopo un ritardo dalla chiamata di Chair Umpire, Makasu affronta Supay. Sebbene Makasu riesca a prendere il sopravvento in anticipo, Supay usa i suoi grandi occhi per inondare la mente di Makasu con la consapevolezza delle morti di molte persone che ha causato involontariamente quando era a scuola, incluso il padre di una ragazza che aveva una cotta per lui, un allenatore di tennis, un bidello capace di piegare il tempo a suo piacimento, un bullo da cui ha rubato i poteri e la moglie di un insegnante di bocce con cui aveva una relazione. Con Makasu ora inondato di sensi di colpa, Supay inizia a segnare punti facili su Makasu, che è troppo sopraffatto dal suo senso di colpa per preoccuparsi di colpire la palla. Tuttavia interviene il Dio del Tennis, il quale, dopo aver rivelato che gli occhi di Supay sono in realtà piuttosto piccoli, gli rompe gli occhiali uccidendolo nel processo, mentre il suo potere viene assorbito da Makasu.
- Ascolti USA: telespettatori 334.000 – rating/share 18-49 anni.[2]

## Chapter 4: Break Point
- Diretto da: Max Simonet
- Scritto da: Max Simonet

### Trama
Ancora abbastanza scosso e sconvolto dal suo incontro con Supay, Makasu fa fatica a lasciarsi alle spalle la conoscenza di tutte le morti che ha involontariamente causato. Per cercare di aiutarlo a dimenticare, il Dio del Tennis porta Makasu in un bar. Con l'aiuto di bevande alcoliche, riesce a sopprimere i suoi sensi di colpa e sconfigge un demone che ha cercato di nutrirsi dei suoi rimpianti. Durante i postumi della sbornia, Makasu incontra Chair Umpire, che li informa che il loro prossimo avversario è Kon. Kon schernisce Makasu, facendo sì che i due si guardino costantemente l'un l'altro, permettendo a Kon di evocare Catequil come rinforzo. Considerandolo ingiusto, il Dio del Tennis si arrabbia con lui, tuttavia, dopo la concessione dell'arbitro, Makasu cerca di combattere i due Dei da solo. Makasu suggerisce quindi di fondersi con il Dio del Tennis per aumentare il loro potere. Con la benedizione di Chair Umpire, i due si fondono e diventano un unico essere potente. Tuttavia Kon è impassibile e si fonde con Catequil. Dopo una dura battaglia, Makasu e il Dio del Tennis riescono a vincere, portandoli a separarsi, malconci e contusi per lo stress che la fusione ha posto sui loro corpi. Bendy Rivers riesce a raggiungere Makasu, ora agli ordini di sparare il ragazzo a vista, chiedendogli di dargli una ragione per cui risparmiargli la vita, a cui Makasu implora perdono. Questo fa sì che Bendy attraversi una rottura interna delle sue stesse motivazioni e rifletta sul suo passato. Ciò consente a Makasu e il Dio del Tennis di scappare mentre Bendy prende consapevolezza del fatto che Makasu è una persona senza rimorsi. Allo stesso tempo, la moglie di Bendy divorzia da lui, lasciandolo emotivamente distrutto.

## Chapter 5: Foot Fault
- Diretto da: Max Simonet
- Scritto da: Max Simonet

### Trama
Makasu discute delle recenti preoccupazioni riguardanti le sue sfide, in particolare su come abbia assorbito il potere di tutti gli Dei con cui ha combattuto. Consigliato dal Dio del Tennis di rimanere concentrato, i due raggiungono Hanan Pacha, dove trovano uno strano hotel che il Dio del Tennis non ricorda. Per rilassarsi decidono di andare alle sorgenti termali dove diverse donne (tra cui un Bendy Rivers travestito) e un ventriloquo iniziano a corteggiare Makasu per convincerlo a rinunciare alla sua ricerca. Makasu viene gradualmente circondato da donne attraenti, costringendolo a fuggire e ad imbattersi nel ventriloquo. Il ventriloquo rivela successivamente di essere stato assunto per cantare per lui e che l'albergo è apparso apparentemente solo il giorno prima. Mentre continua a fuggire, Makasu scopre che tutte le donne sono state create artificialmente con carni umane. Qui, Bendy rivela se stesso e come è riuscito a intrufolarsi nella struttura per prenderlo. Tuttavia, vengono interrotti da Mama Quilla, la mente dietro le donne false e l'hotel. A causa dell'uccisione di Kon, Mama Quilla mostra una grande ostilità verso Makasu anche se il ragazzo sembra preoccuparsene poco. Il "bambino stellare" di Mama Quilla dentro di lei dapprima dà problemi a Makasu, tuttavia, usando un pensiero veloce, scambia la palla con un Sesshō-seki, uccidendo il bambino. Makasu usa quindi questa opportunità per rubare la fertilità di Mama Quilla, trasformando Makasu in una donna e uccidendo Mama Quilla. Bendy affronta nuovamente Makasu, frustrato dal fatto che non potrà mai catturarlo e alla fine ammette la sconfitta, chiedendo al Dio del Tennis di poter essere rimandato sulla Terra mentre finalmente si riconcilia con sua moglie per impedire il divorzio.

## Chapter 6: Match Point
- Diretto da: Max Simonet
- Scritto da: Max Simonet

### Trama
Raggiungendo "Il Posto", Makasu e il Dio del Tennis si preparano per il loro combattimento contro Viracocha. Quando la raggiungono tuttavia vedono che sembra avere problemi a sentire, vedere e persino a muoversi e con l'apparenza di essere affetta da demenza senile. Con il suo servizio Viracocha dà il via alla partita. Tuttavia, i movimenti di Viracocha sono così lenti che portano Makasu ad addormentarsi, dando inizio alla "Nap Clause". Makasu, ora autorizzato a usare armi contro Viracocha, sceglie di usare il Mmaagha Kamalu, un'arma che si illumina di rosso quando un malvagio è vicino. Usando il suo potere, Makasu riesce a uccidere Viracocha. Tuttavia, Makasu nota che la spada è ancora rossa nonostante Viracocha sia morto, concludendo che era lui il malvagio. Questo, combinato con la paranoia che Makasu ha sviluppato, porta Makasu a lasciarsi alle spalle il Dio del Tennis e Back Pocket Dimension Flying Bear. Makasu raggiunge Inti, tuttavia trova solo Chair Umpire in una stanza bianca e vuota, il  quale spiega che mentre sono a Inti, Inti "non c'è". Makasu interroga Chair Umpire sul Dio del Tennis, rivelando che non esiste alcun Pantheon Francese degli Dei o un "Dio del Tennis". Quest'ultimo appare dietro di lui, affermando di essere in realtà un burattino vivente controllato da Inti, il Dio del Sole.  Inti rivela quindi le sue motivazioni; infatti Inti stava morendo lentamente ma per impedirlo iniettò a Makasu un incantesimo che gli avrebbe fatto assorbire gli altri Dei quando avrebbe raggiunto Inti. Nel posto, Makasu avrebbe avuto abbastanza potere per riaccendere Inti, assicurando la sua esistenza prolungata. Portandolo nello spazio, Inti inizia a bruciare Makasu, il quale tenta dei trucchi per evitare la morte. Inti incenerisce il ragazzo e il suo Back Pocket Dimension Flying Bear. In un ultimo atto di sfida, Makasu sfida Inti a Tennis, colpendo la pallina in picchiata verso Inti e riconducendolo all'inizio. Makasu interroga Inti, il quale dichiara di essere al servizio del ragazzo, bruciandolo vivo. 